# NGC 1031
NGC 1031 é uma galáxia espiral barrada (SBa) localizada na direcção da constelação de Horologium. Possui uma declinação de -54° 51' 32" e uma ascensão recta de 2 horas, 36 minutos e 38,6 segundos.
A galáxia NGC 1031 foi descoberta em 11 de Setembro de 1836 por John Herschel.